# Peba
Peba là một chi bướm ngày thuộc họ Bướm nâu.
PEBA is also an acronym for the Philippine (Pinoy) Expats/OFW Blog Awards